# Heodes gravesi
Heodes gravesi är en fjärilsart som beskrevs av Ruggero Verity 1929. Heodes gravesi ingår i släktet Heodes och familjen juvelvingar. Inga underarter finns listade i Catalogue of Life.